# Hjärteröarkipelagens naturreservat

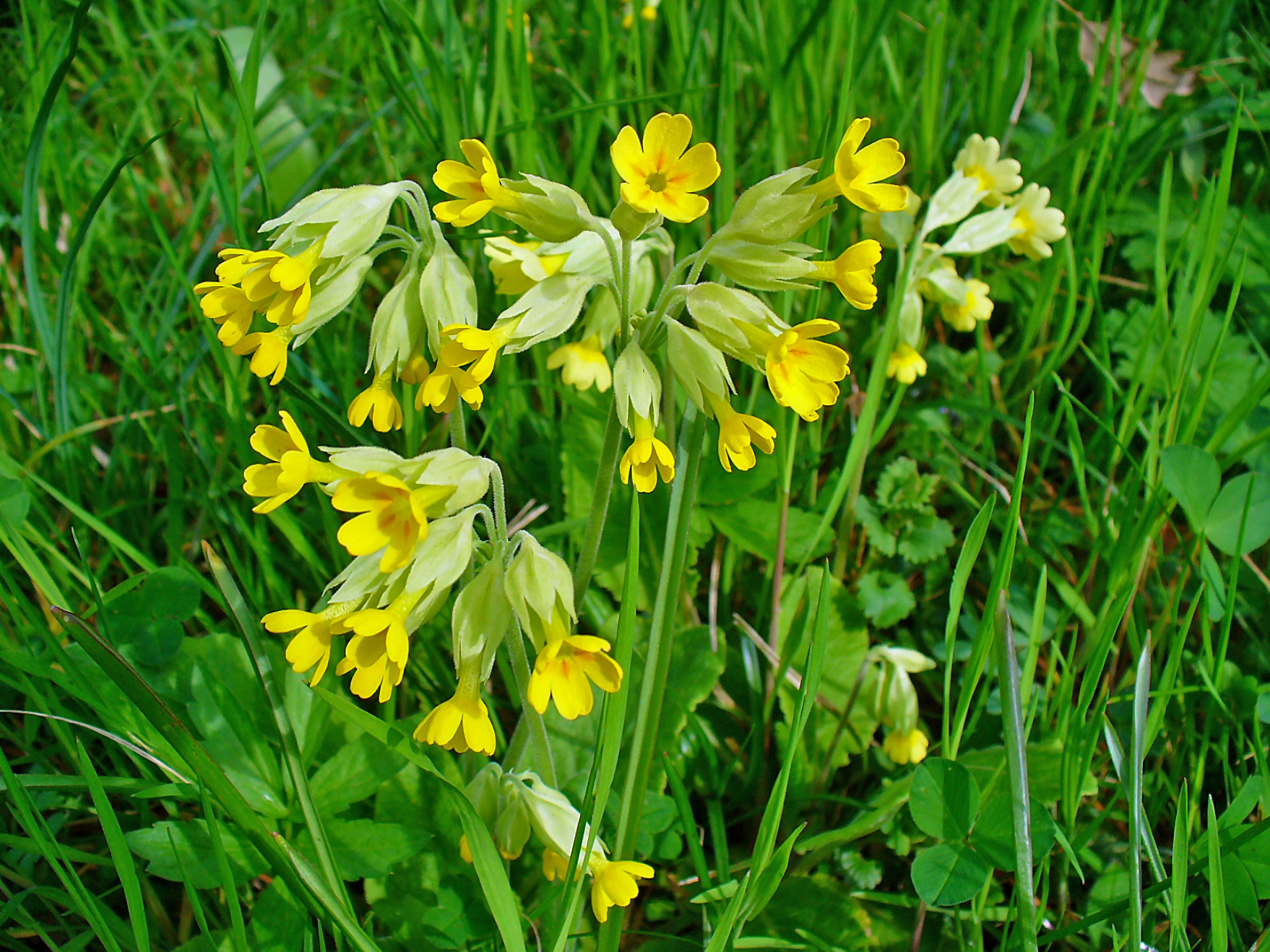
Gullviva

Hjärteröarkipelagen är ett naturreservat i Kville socken i Tanums kommun i Bohuslän.
Området är skyddat sedan 1975 och omfattar 362 hektar. Det är beläget strax väster om Fjällbacka och består av en arkipelag av öar.
Hjärterön, Korsön och några småöar som ingår i naturreservatet domineras av öppna, jordfattiga hed- och hällmarker. Längs stränderna i den skalförande marken i dalstråken finns en mycket artrik ängs- och buskvegetation. Där växer gullviva och blodnäva. 
På ängarna växer mandelblom och gräset darrgräs. Strandtrift och styvmorsviol, käringtand och jungfrulin är andra blommor som växer på de kortbetade ängarna. Också tjärblomster och rockentrav kan finnas i området.
Bland busksnåren finns liguster, getapel och idegran. De större öarna betas av får vilket är en förutsättning för att den rika växtligheten skall bestå. De större öarnas lövsnår utgör bra förutsättningar för häckande småfåglar som hämpling och grönfink, gulsparv och rödhake. Även näktergal och törnsångare kan ses och höras i området.
På Hjärteröns östsida ligger en äldre kaptensgård med tillhörande sillmagasin. Den minner om gångna tiders sjöfart och sillfiske i Bohuslän.
Naturreservatet förvaltas av Västkuststiftelsen.